# 広島市立五日市東小学校
広島市立五日市東小学校（ひろしましりついつかいちひがししょうがっこう）は、広島県広島市佐伯区皆賀二丁目にある公立小学校。

## 沿革
- 1975年（昭和50年）4月1日 - 五日市町立東小学校設立。
- 1985年（昭和60年）3月20日 - 広島市との合併により、広島市立五日市東小学校と改称。

## 校区
- 広島市立五日市中学校の校区[1]
  - 五日市町大字皆賀、五日市町大字昭和台、五日市町大字美鈴園、皆賀一丁目～皆賀四丁目

## アクセス
- JR山陽本線 五日市駅下車
- 広島電鉄宮島線 広電五日市駅下車
- 広島電鉄宮島線 修大協創中高前駅下車

## 著名な出身者
- 坂原秀尚（アマチュア野球選手・監督）